# Мишел Онфре
Мишел Онфре (на френски: Michel Onfray) е френски философ и университетски преподавател в Каен. Автор на множество книги с различна стилистика и насоченост, в началото на 2019 г. публикува стотната поред от тях.

## Идеи
Според Мишел Онфре не може да има философия, извън психоанализата, социологията и науката, тъй като тези дисциплини са взаимосвързани. Философът основава разсъжденията си на познавателния апарат, който той владее, и ако това не е така, то неговите разсъждения са извън реалността.
Той е последовател на философи от школата на киниците (Диоген), на епикурейците (Епикур), както на други мислители от история на философията (Братството на свободния дух, мислители либертарианци, Франкфуртската школа и др.) – а от философите от по-ново време на Зигмунд Фройд, Карл Маркс и Фридрих Ницше.
От Ницше той заимства възгледа за Запада, морала и съществената критика на християнството. От Маркс възприема понятия и обусловеността на идеологическата надстройка от икономическата база. От Фройд – психологическия понятиен апарат за анализ на обществото, влечението към смъртта и чувството за вина.
Хедонизма, сетивността и свързаните с тях сетива, както и атеизма са основни понятия в неговата философска система. С непреклонен атеизъм той обосновава постановката, че религиите са репресивно средство за власт и откъсване от реалността.

### На български език
- Мишел Онфре, Гастрономическият разум: философия на вкуса, София: Фрувег-ПЗП, 2011, ISBN 978-954-8245-06-7